# موش
موش (بالكردية: Mûş‏) هي مدينة وعاصمة محافظة موش تقع في منطقة شرق الأناضول ويبلغ تعداد سكانها حوالي 67,927 نسمة. سكانها الكرد يشكلون الأغلبية.

## المناخ
يظهر الجدول التالي التغييرات المناخية على مدار السنة لموش:
| البيانات المناخية لـموش                           | البيانات المناخية لـموش | البيانات المناخية لـموش | البيانات المناخية لـموش | البيانات المناخية لـموش | البيانات المناخية لـموش | البيانات المناخية لـموش | البيانات المناخية لـموش | البيانات المناخية لـموش | البيانات المناخية لـموش | البيانات المناخية لـموش | البيانات المناخية لـموش | البيانات المناخية لـموش | البيانات المناخية لـموش |
| الشهر                                             | يناير                   | فبراير                  | مارس                    | أبريل                   | مايو                    | يونيو                   | يوليو                   | أغسطس                   | سبتمبر                  | أكتوبر                  | نوفمبر                  | ديسمبر                  | المعدل السنوي           |
| ------------------------------------------------- | ----------------------- | ----------------------- | ----------------------- | ----------------------- | ----------------------- | ----------------------- | ----------------------- | ----------------------- | ----------------------- | ----------------------- | ----------------------- | ----------------------- | ----------------------- |
| الدرجة القصوى °م (°ف)                             | 10.2 (50.4)             | 15.0 (59.0)             | 22.8 (73.0)             | 30.0 (86.0)             | 31.2 (88.2)             | 37.4 (99.3)             | 41.6 (106.9)            | 41.2 (106.2)            | 37.0 (98.6)             | 30.6 (87.1)             | 21.6 (70.9)             | 16.0 (60.8)             | 41.6 (106.9)            |
| متوسط درجة الحرارة الكبرى °م (°ف)                 | −3.2 (26.2)             | −1.5 (29.3)             | 5.5 (41.9)              | 14.4 (57.9)             | 21.1 (70.0)             | 27.3 (81.1)             | 32.8 (91.0)             | 32.9 (91.2)             | 28.2 (82.8)             | 19.8 (67.6)             | 9.7 (49.5)              | 0.9 (33.6)              | 15.7 (60.2)             |
| المتوسط اليومي °م (°ف)                            | −7.4 (18.7)             | −6.0 (21.2)             | 0.7 (33.3)              | 9.0 (48.2)              | 14.9 (58.8)             | 20.3 (68.5)             | 25.3 (77.5)             | 25.2 (77.4)             | 20.1 (68.2)             | 12.6 (54.7)             | 4.5 (40.1)              | −2.8 (27.0)             | 9.7 (49.5)              |
| متوسط درجة الحرارة الصغرى °م (°ف)                 | −11.2 (11.8)            | −10.1 (13.8)            | −3.4 (25.9)             | 4.0 (39.2)              | 8.6 (47.5)              | 12.5 (54.5)             | 16.8 (62.2)             | 16.6 (61.9)             | 12.0 (53.6)             | 6.6 (43.9)              | 0.3 (32.5)              | −6.0 (21.2)             | 3.9 (39.0)              |
| أدنى درجة حرارة °م (°ف)                           | −32.6 (−26.7)           | −34.4 (−29.9)           | −31.4 (−24.5)           | −10.2 (13.6)            | −2.4 (27.7)             | 2.2 (36.0)              | 3.6 (38.5)              | 8.0 (46.4)              | 2.0 (35.6)              | −3.0 (26.6)             | −25.8 (−14.4)           | −32.0 (−25.6)           | −34.4 (−29.9)           |
| الهطول مم (إنش)                                   | 84.8 (3.34)             | 100.4 (3.95)            | 101.7 (4.00)            | 106.9 (4.21)            | 67.1 (2.64)             | 26.3 (1.04)             | 6.2 (0.24)              | 3.8 (0.15)              | 13.2 (0.52)             | 62.5 (2.46)             | 90.9 (3.58)             | 89.0 (3.50)             | 752.8 (29.63)           |
| متوسط أيام هطول الأمطار                           | 13.2                    | 12.3                    | 13.7                    | 14.5                    | 13.6                    | 6.3                     | 2.0                     | 1.5                     | 3.0                     | 9.0                     | 10.0                    | 12.5                    | 111.6                   |
| ساعات سطوع الشمس الشهرية                          | 65.1                    | 86.8                    | 148.8                   | 198                     | 285.2                   | 354                     | 387.5                   | 372                     | 315                     | 226.3                   | 129                     | 65.1                    | 2٬632٫8                 |
| نسبة وصول أشعة الشمس                              | 21                      | 29                      | 40                      | 50                      | 64                      | 80                      | 86                      | 88                      | 84                      | 65                      | 43                      | 22                      | 59                      |
| المصدر: Devlet Meteoroloji İşleri Genel Müdürlüğü |                         |                         |                         |                         |                         |                         |                         |                         |                         |                         |                         |                         |                         |

## توأمة
لموش اتفاقيات توأمة مع:
- دنيزلي

## أعلام
- أوكان دينيز
- جمال يلدز
- جهان شاه